# Liste der Kulturdenkmäler in Kalenborn (bei Altenahr)
In der Liste der Kulturdenkmäler in Kalenborn sind alle Kulturdenkmäler der rheinland-pfälzischen Ortsgemeinde Kalenborn aufgeführt. Grundlage ist die Denkmalliste des Landes Rheinland-Pfalz (Stand: 12. Juni 2023).

## Einzeldenkmäler
| Bezeichnung                                      | Lage                       | Baujahr                  | Beschreibung                      | Bild                           |
| ------------------------------------------------ | -------------------------- | ------------------------ | --------------------------------- | ------------------------------ |
| Siechenhauskapelle St. Maria und Antonius        | Gelsdorfer Straße 1 Lage   | 17. oder 18. Jahrhundert | Saalbau, 17. oder 18. Jahrhundert | weitere Bilder Fotos hochladen |
| Katholische Kapelle St. Geronis und Bartholomäus | Hilberather Straße 84 Lage | 1773                     | Saalbau, 1773                     | weitere Bilder Fotos hochladen |